# Vláda Ewy Kopaczové
Vláda Ewy Kopaczové byla vládou Polské republiky mezi 22. zářím 2014 až 16. listopadem 2015, v pořadí sedmnáctou od revolučního roku 1989. Zemi spravovala během 7. volebního období Sejmu a 8. volebního období Senátu. Jmenoval ji prezident republiky Bronisław Komorowski. Svou činností navázala na druhý kabinet Donalda Tuska, když také vznikla na dvoukoaličním půdorysu Občanské platformy a lidovců.

## Vznik vlády
Prezident republiky Komorowski jmenoval stávající maršálku Sejmu a první místopředsedkyni Občanské platformy Ewu Kopaczovou předsedkyní vlády 15. září 2014, aby mohla vést rozhovory o sestavení svého kabinetu. Stala se tak druhou ženou v tomto úřadu po Hanně Suchocké, která funkci vykonávala v letech 1992–1993.
Důvodem demise předchozího premiéra Donalda Tuska a s ním celé vlády byl fakt, že na konci srpna 2014 došlo k jeho jmenování za předsedu Evropské rady, s nástupem do úřadu od 1. prosince 2014.

## Charakteristika
Kabinet byl tvořen dvěma politickými subjekty: liberálně konzervativní stranou Občanská platforma a křesťansko-demokratickou Polskou lidovou stranou. Složen byl z devatenácti členů, z nichž představovalo šest žen. Premiérka učinila při nástupu změny v pěti rezortech, dalších třináct ministrů zůstalo v úřadech z předchozího působení.
Nejvýznamnější změnou, vůči předchozímu Tuskovu kabinetu, bylo obsazení postu ministra zahraničí, který převzal Grzegorz Schetyna, považovaný za vnitrostranického rivala Kopaczové. Nahradil tak dosavadního šéfa Radosława Sikorského, jehož komentátoři označovali za předního zastánce Ukrajiny a ostrého kritika Ruska. Člen Evropského parlamentu Ryszard Czarnecki, člen největšího opoziční strany Právo a spravedlnost, tuto výměnu kritizoval, když ji označil za chybu. Podle průzkumu agentury CBOS byl Sikorski Poláky vnímán jako nejlepší ministr zahraničí vůbec.

## Hlasování o vyslovení důvěry
V Sejmu, vzešlého z výsledku parlamentních voleb v říjnu 2011, držela koalice většinu. Hlasování o vyslovení důvěry proběhlo 1. října 2014 na 76. zasedání dolní komory. Účastnilo se jej 449 poslanců. Kvórum tak činilo 250 hlasů. Pro se vyslovilo 259 zástupců poslaneckých klubů Občanské platformy (200), lidovců (32), Twój Ruch (13) a nezařazení (14). Proti byli členové opozičních stran Právo a spravedlnost (133), Svazu demokratické levice (29), poslaneckého klubu Sprawiedliwa Polska (14) a nezařazení (7). Zdrželo se sedm nezařazených a jedenáct poslanců nehlasovalo..

## Demise a konec v úřadu
V důsledku porážky Občanské platformy v říjnových parlamentních volbách 2015, a ztráty většiny koaličních subjektů v dolní komoře, ukončila vláda činnost.
Premiérka Kopaczová podala demisi 12. listopadu 2015, ve dni ustavující schůze nově složeného Sejmu, začínajícího osmé volební období. Až do jmenování nového kabinetu 16. listopadu 2015, v čele s ministerskou předsedkyní Beatou Szydłovou, působili členové vlády v demisi.

## Složení vlády
| Úřad                                        | foto | člen vlády                  | subjekt     | období                               |
| ------------------------------------------- | ---- | --------------------------- | ----------- | ------------------------------------ |
| předsedkyně vlády                           |      | Ewa Kopaczová               | PO          | 22. září 2014 – 16. listopadu 2015   |
| místopředseda vlády, ministr hospodářství   |      | Janusz Piechociński         | PSL         | 22. září 2014 – 16. listopadu 2015   |
| místopředseda vlády, ministr národní obrany |      | Tomasz Siemoniak            | PO          | 22. září 2014 – 16. listopadu 2015   |
| ministr zahraničních věcí                   |      | Grzegorz Schetyna           | PO          | 22. září 2014 – 16. listopadu 2015   |
| ministryně vnitra                           |      | Teresa Piotrowská           | PO          | 22. září 2014 – 16. listopadu 2015   |
| ministr spravedlnosti                       |      | Cezary Grabarczyk           | PO          | 22. září 2014 – 30. dubna 2015       |
| ministr spravedlnosti                       |      | Borys Budka                 | PO          | 4. května 2015 – 16. listopadu 2015  |
| ministr státní správy a digitalizace        |      | Andrzej Halicki             | PO          | 22. září 2014 – 16. listopadu 2015   |
| ministr zemědělství a rozvoje venkova       |      | Marek Sawicki               | PSL         | 22. září 2014 – 16. listopadu 2015   |
| ministryně kultury a národního dědictví     |      | Małgorzata Omilanowská      | nestranička | 22. září 2014 – 16. listopadu 2015   |
| ministr životního prostředí                 |      | Maciej Grabowski            | nestraník   | 22. září 2014 – 16. listopadu 2015   |
| ministr financí                             |      | Mateusz Szczurek            | nestraník   | 22. září 2014 – úřadující            |
| ministr zdravotnictví                       |      | Bartosz Arłukowicz          | PO          | 22. září 2014 – 15. června 2015      |
| ministr zdravotnictví                       |      | Marian Zembala              | PO          | 16. června 2015 – úřadující          |
| ministryně infrastruktury a rozvoje         |      | Maria Wasiaková             | nestranička | 22. září 2014 – 16. listopadu 2015   |
| ministr práce a sociálních věcí             |      | Władysław Kosiniak-Kamysz   | PSL         | 22. září 2014 – 16. listopadu 2015   |
| ministryně školství                         |      | Joanna Kluziková Rostkowská | PO          | 22. září 2014 – 16. listopadu 2015   |
| ministryně pro vědu a vysoké školství       |      | Lena Kolarská-Bobińská      | PO          | 22. září 2014 – 16. listopadu 2015   |
| ministr sportu a cestovního ruchu           |      | Andrzej Biernat             | PO          | 22. září 2014 – 15. června 2015      |
| ministr sportu a cestovního ruchu           |      | Adam Korol                  | nestraník   | 16. června 2015 – 16. listopadu 2015 |
| ministr státní pokladny                     |      | Włodzimierz Karpiński       | PO          | 22. září 2014 – 15. června 2015      |
| ministr státní pokladny                     |      | Andrzej Czerwiński          | PO          | 16. června 2015 – 16. listopadu 2015 |
| ministr bez portfeje                        |      | Jacek Cichocki              | nestraník   | 22. září 2014 – 16. listopadu 2015   |